# Almindelig snobørste
Almindelig snobørste (Funaria hygrometrica) er et almindeligt mos på blottet jord. Det er nemt at kende på sine lange sporehus-stilke, der i tørt vejr er snoede.
Almindelig snobørste har små 3-10 mm lange skud med hule, ægformede blade, der som regel er samlet i spidsen som en knop. Den kan dække store områder som pionerplante. Sporehuse er meget almindelige og er karakteristisk skævt pæreformede og er som modne stærkt furede. Den hygroskopiske sporehus-stilk (børste) retter sig pludseligt op i fugtigt vejr og spreder på den måde sporerne. Det er en af de bladmosser som er grundigst undersøgt for sin plantefysiologi, f.eks sit DNA.
Almindelig snobørste er udbredt over hele verden.
- Alm. snobørste med unge og gamle sporehuse
- Alm. snobørste med modne sporehuse
- Alm. snobørste med de ca 3 mm lange blade
- Alm. snobørste med bladene tæt samlet